# Energia específica
L'energia específica o energia massiva és energia per unitat de massa. De vegades també s'anomena densitat d'energia gravimètrica, que no s'ha de confondre amb densitat d'energia, que es defineix com a energia per unitat de volum. S'utilitza per quantificar, per exemple, la calor emmagatzemada i altres propietats termodinàmiques de substàncies com l'energia interna específica, l'entalpia específica, l'energia lliure específica de Gibbs i l'energia lliure específica de Helmholtz. També es pot utilitzar per a l'energia cinètica o l'energia potencial d'un cos. L'energia específica és una propietat intensiva, mentre que l'energia i la massa són propietats extensives.
La unitat SI per a l'energia específica és el joule per quilogram (J/kg). Altres unitats que encara s'utilitzen en alguns contextos són la kilocaloria per gram (Cal/g o kcal/g), principalment en temes relacionats amb els aliments, watt hora per quilogram en el camp de les bateries i la unitat imperial BTU per lliura (Btu/ lb), en alguns camps de l'enginyeria i la tècnica aplicada.
El concepte d'energia específica està relacionat però diferent de la noció d'energia molar en química, és a dir, l'energia per mol d'una substància, que utilitza unitats com ara joules per mol, o les calories més antigues però encara molt utilitzades per mol.
La taula següent mostra els factors de conversió a J/kg d'algunes unitats que no són del SI:
| Unitat | equivalent SI |
| ------ | ------------- |
| kcal/g | 4,184 MJ/kg   |
| Wh/kg  | 3,6 kJ/kg     |
| kWh/kg | 3,6 MJ/kg     |
| Btu/lb | 2,326 kJ/kg   |
| Btu/lb | 2,32444 kJ/kg |